# Santo Tomas (Batangas)
Santo Tomas ist eine philippinische Stadt in der Provinz Batangas. Sie hat 179.844 Einwohner (Zensus vom 1. August 2015). In der Gemeinde befindet sich ein Campus der Polytechnic University of the Philippines.

## Politik
Bürgermeisterin ist Edna P. Sanchez, die Frau des Provinzgouverneurs der Provinz Batangas, Arman Sanchez.

## Baranggays
Santo Tomas ist politisch unterteilt in 30 Baranggays:
- Barangay I (Pob.)
- Barangay II (Pob.)
- Barangay III (Pob.)
- Barangay IV (Pob.)
- San Agustin
- San Antonio
- San Bartolome
- San Felix
- San Fernando
- San Francisco
- San Isidro Norte
- San Isidro Sur
- San Joaquin
- San Jose
- San Juan
- San Luis
- San Miguel
- San Pablo \ Blenda
- San Pedro
- San Rafael
- San Roque
- San Vicente
- Santa Ana
- Santa Anastacia
- Santa Clara \ Rodel
- Santa Cruz
- Santa Elena
- Santa Maria
- Santiago
- Santa Teresita

## Persönlichkeiten
Folgende Missionsschwestern kamen am 15. März 1945 durch einen Bombenangriff in Santo Tomas ums Leben:
- Benedicta Diancourt SSpS (1899–1945), deutsche Steyler Missionsschwester und Märtyrin
- Isburga Faulstich SSpS (1908–1945), deutsche Steyler Missionsschwester und Märtyrin
- Passima Hartelt SSpS (1903–1945), deutsche Steyler Missionsschwester und Märtyrin
- Ansberta Hoffmann SSpS (1903–1945), deutsche Steyler Missionsschwester und Märtyrin
- Franciscetta Hörth SSpS (1903–1945), deutsche Steyler Missionsschwester und Märtyrin
- Richarde Mzyk SSpS (1910–1945), deutsche Steyler Missionsschwester und Märtyrin
- Aloysius Nieder SSpS (1903–1945), deutsche Steyler Missionsschwester und Märtyrin
- Gumberta Pichler SSpS (1911–1945), österreichische Steyler Missionsschwester und Märtyrin
- Cleophana Schnettler SSpS (1898–1945), deutsche Steyler Missionsschwester und Märtyrin
- Placida Schofs SSpS (1884–1945), deutsche Steyler Missionsschwester und Märtyrin
- Adelheida Unterseher SSpS (1898–1945), deutsche Steyler Missionsschwester und Märtyrin
- Bernia Weisert SSpS (1907–1945), deutsche Steyler Missionsschwester und Märtyrin